# Petra Costa

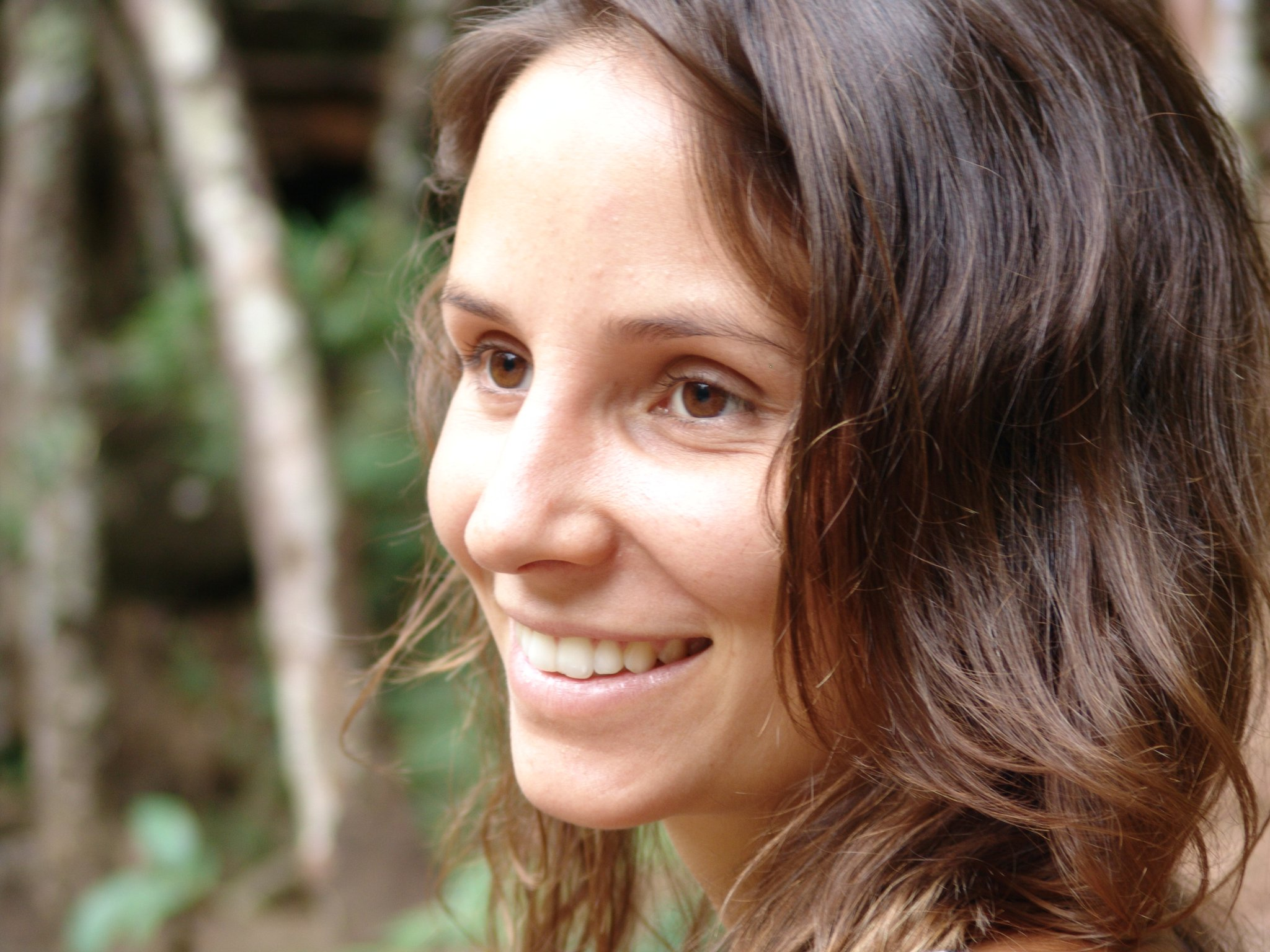
Petra Costa, 2013

Petra Costa (anhörenⓘ* 8. Juli 1983 in Belo Horizonte) ist eine brasilianische Filmemacherin. Für den Dokumentarfilm Am Rande der Demokratie wurde sie wurde 2020 in der Kategorie Bester Dokumentarfilm für den Oscar nominiert.

## Jugend und Ausbildung
Petra Costa wurde als Tochter von Eltern geboren, die Gegner der Militärdiktatur in Brasilien waren und hierfür auch inhaftiert wurden. Sie wurde zum Ende der Militärdiktatur geboren. Ihr Großvater war Mitbegründer des brasilianischen Baukonzerns Andrade Gutierrez. Abgesehen von ihren Eltern stand Costas Verwandtschaft der Diktatur positiv gegenüber. 1990 verließ ihre ältere Schwester Elena Andrade Brasilien in Richtung New York City, um als Schauspielerin tätig zu werden. Petra Costa sollte später ihre Suche nach der Schwester filmisch mit dem Film Elena von 2012 aufgreifen.
Als Petra Costa 14 Jahre alt war, begann sie sich mit Theater zu beschäftigen und studierte schließlich Theaterwissenschaften an der Universität São Paulo. Es folgte das Studium der Anthropologie an der Columbia University und schließlich der Psychologie mit dem Schwerpunkt Traumata an der London School of Economics.

## Werk
Die Filmemacherin Costa kann als stilistisch und programmatisch in der Tradition von Agnès Varda gesehen werden.
Petra Costas Erstlingswerk als Drehbuchautorin und Filmregisseurin war der Kurz-Dokumentarfilm Undertow Eyes (Originaltitel: Olhos de Ressaca). Der Film porträtiert die Großeltern der Regisseurin Vera und Gabriel Andrade und die Entwicklung ihrer Ehe. Der Film wurde unter anderem beim Festival do Rio (Rio de Janeiro International Film Festival) 2009 als bester Kurzfilm ausgezeichnet.
Petra Costa veröffentlichte 2012 mit dem Dokumentarfilm Elena ihren ersten Film in Spielfilmlänge. In dem Film stellte Costa ihre Suche nach Spuren ihrer älteren Schwester Elena Andrade dar. Diese Suche ist dabei auch eine Suche nach ihr selbst. Mit diesem Film wurde sie bekannt.
Die New York Times beschrieb Elena als eine dichte expressionistische Collage, die sich wie ein cinematischer Traum entfalte. Es war die im Jahr 2013 meistgesehene Dokumentation in Costas Heimatland Brasilien.
Der zweite Langfilm Costas war die brasilianisch-dänische Co-Produktion von Olmo and the Seagull (2014) mit Lea Glob über ein Schauspielerehepaar, das ein Kind erwartet. Der Dokumentarfilm ist durch die sich selbst spielenden Schauspieler mit hörbaren Regieanweisungen aus dem Off „zwischen Fiktion und Wirklichkeit“ angesiedelt.
Es folgte die Dokumentation Am Rande der Demokratie (Originaltitel portugiesisch: Democracia em Vertigem; englisch: The Edge of Democracy). In dem später auch über Netflix gestreamten Film stellt sie die Entmachtung Dilma Rousseffs und den Aufstieg Jair Bolsonaros dar. Angereichert wird die Dokumentation durch die persönlichen Lebenserfahrungen Costas. Nach Auffassung Petra Costas handelt der Film vom Trauma, das eigene Land und die Zukunft des Landes zu verlieren. Am Rande der Demokratie ist der dritte Teil der Trilogie mit Undertow Eyes und Elena, in der Costa sich mit ihrer Familiengeschichte befasst. Der Film kann dabei als Warnung für die USA unter Donald Trump verstanden werden, aber auch für andere Demokratien. Die Premiere des Films war auf dem Sundance Film Festival 2019. Der Film wurde 2020 in der Kategorie Bester Dokumentarfilm für den Oscar nominiert.
In ihrem Dokumentarfilm Apocalypse in the Tropics von 2024 befasst sich Costa mit der Rolle evangelikaler Christen, die zu dem Zeitpunkt etwa 30 Prozent der Bevölkerung ausmachten, in der Politik ihres Heimatlandes. Sie untersucht einerseits, wie diese nach dem Zweiten Weltkrieg importierte Glaubensrichtung US-amerikanischer Prägung den Aufstieg Jair Bolsonaros ermöglichte und andererseits wie auch dessen Gegenspieler Lula da Silva diese Gruppe inward. Laut Alissa Wilkinson von der New York Times geht Costa dabei wie eine Anthropologin mit guter Kenntnis Brasiliens vor, wobei sie sich auf den der Pfingstbewegung zuzurechnenden Fernsehprediger Silas Malafaia konzentriere. Die Dokumentation begann als Arbeit über Bolsonaros Versagen während der COVID-19-Pandemie in Brasilien. Für Petra Costa war dieser über vier Jahre gedrehte Film eine Fortsetzung von Am Rande der Demokratie und die Recherche spirituell bereichernd. Obwohl ausdrücklich kein Film über die Vereinigten Staaten wird die Dokumentation wie schon Am Rande der Demokratie als Spiegel für die USA betrachtet.